# Прапор Богородчанського району
Пра́пор Богородча́нського райо́ну — офіційний символ Богородчанського району Івано-Франківської області, затверджений 16 грудня 2004 року рішенням сесії Богородчанської районної ради.

## Опис
Прапор являє собою прямокутне полотнище з співвідношенням сторін 2:3, що складається з двох рівновеликих горизонтальних смуг: синьої та жовтої. З нижніх кутів до середини межі між смугами розташовано зелений клин. У центрі прапора розміщено герб району.